# برادلي ويغينز

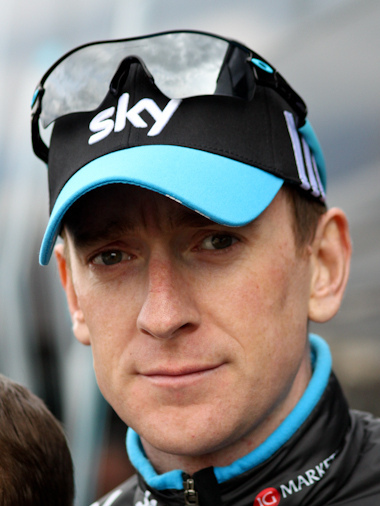
برادلي ويغينز.

برادلي ويغينز (Bradley Wiggins) هو لاعب أولمبي لرياضة ركوب الدراجات من بريطانيا العظمى. شارك في الأولمبياد الصيفي في 2000–2012، وفاز بما مجموعه 7 ميداليات.

## الميداليات
| ذهب | فضة | برونز | المجموع |
| 4   | 1   | 2     | 7       |

## روابط خارجية
- برادلي ويغينز على موقع IMDb (الإنجليزية)
- برادلي ويغينز على موقع الموسوعة البريطانية (الإنجليزية)
- برادلي ويغينز على موقع قاعدة بيانات الفيلم (الإنجليزية)

- برادلي ويغينز على موقع الاتحاد الدولي للدراجات (الإنجليزية)
- برادلي ويغينز على موقع أرشيف الدراجات (الإنجليزية)
- برادلي ويغينز على موقع إحصائيات الدراجات الإحترافية (الإنجليزية)
- برادلي ويغينز على موقع نسبة الدراجات (الإنجليزية)
- برادلي ويغينز على موقع CycleBase (الإنجليزية)
- برادلي ويغينز على موقع أوليمبيديا (الإنجليزية)
- برادلي ويغينز على موقع اللجنة الأولمبية البريطانية (الإنجليزية)
- برادلي ويغينز على موقع اتحاد ألعاب الكومنولث (مؤرشف) (الإنجليزية)
- برادلي ويغينز على موقع اتحاد ألعاب الكومنولث (مؤرشف) (الإنجليزية)